# المخاريم (وادي الدواسر)
المخاريم، هي قرية من فئة (ب) تقع في محافظة وادي الدواسر، والتابعة لمنطقة الرياض في السعودية. وتبعد المخاريم عن محافظة وادي الدواسر بمسافة تقارب () كم.